# مسابقات جهانی ژیمناستیک ریتمیک ۱۹۸۹
مسابقات جهانی ژیمناستیک ریتمیک ۱۹۸۹ چهاردهمین دوره مسابقات جهانی ژیمناستیک ریتمیک است که در سارایوو، یوگسلاوی از ۲۷ سپتامبر تا ۱ اکتبر ۱۹۸۹ میلادی برگزار شده است.

## جدول مدال‌ها
| رتبه | کشور               | طلا | نقره | برنز | مجموع |
| ۱    | اتحاد جماهیر شوروی | ۹   | ۴    | ۱    | ۱۴    |
| ۲    | بلغارستان          | ۵   | ۶    | ۱    | ۱۲    |
| ۳    | اسپانیا            | ۰   | ۰    | ۴    | ۴     |